# Medalla del Cercle d'Escriptors Cinematogràfics al millor guió adaptat
La medalla del Cercle d'Escriptors Cinematogràfics al millor guió adaptat és un guardó cinematogràfic espanyol que concedeix anualment el Cercle d'Escriptors Cinematogràfics (CEC) a qui considera millor guió d'una pel·lícula espanyola resultat de l'adaptació d'una obra d'un altre gènere. Va ser creat en l'edició de 1995 de les medalles que concedeix aquesta associació. Fins a l'any anterior només es concedia la Medalla al millor guió original. Antigament, des de la primera edició fins a la de 1984 es va concedir la Medalla al millor guió, que premiava indistintament els guions originals o adaptats. El trofeu és una senzilla medalla de bronze dissenyada per José González de Ubieta que no va acompanyada de dotació econòmica.
A continuació s'ofereixen diverses taules que contenen una llista dels escriptors guanyadors. En la casella de l'esquerra s'indica l'any en què va ser concedit el premi, que és el següent a aquell en el qual es van estrenar els filmis candidats. Després s'indica el nom de l'escriptor o escriptors guardonats. En la tercera casella s'informa del títol de la pel·lícula l'argument de la qual va merèixer la medalla. Quan es coneix la dada, s'informa en una quarta casella dels noms dels finalistes.

## Anys 1990

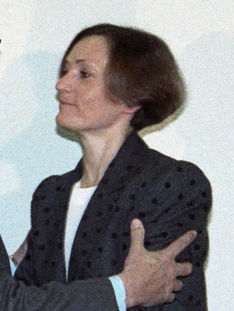
Pilar Miró adaptà la lopesca El perro del hortelano.

| Any  | Guanyadors                         | Pel·lícula              | Notas |
| ---- | ---------------------------------- | ----------------------- | ----- |
| 1996 | Montxo Armendáriz José Ángel Mañas | Historias del Kronen    | [ 1 ] |
| 1997 | Rafael Pérez Sierra Pilar Miró     | El perro del hortelano  | [ 2 ] |
| 1998 | Bigas Luna Cuca Canals             | La camarera del Titanic | [ 3 ] |
| 1999 | José Luis Garci Horacio Valcárcel  | El abuelo               | [ 4 ] |

## Anys 2000

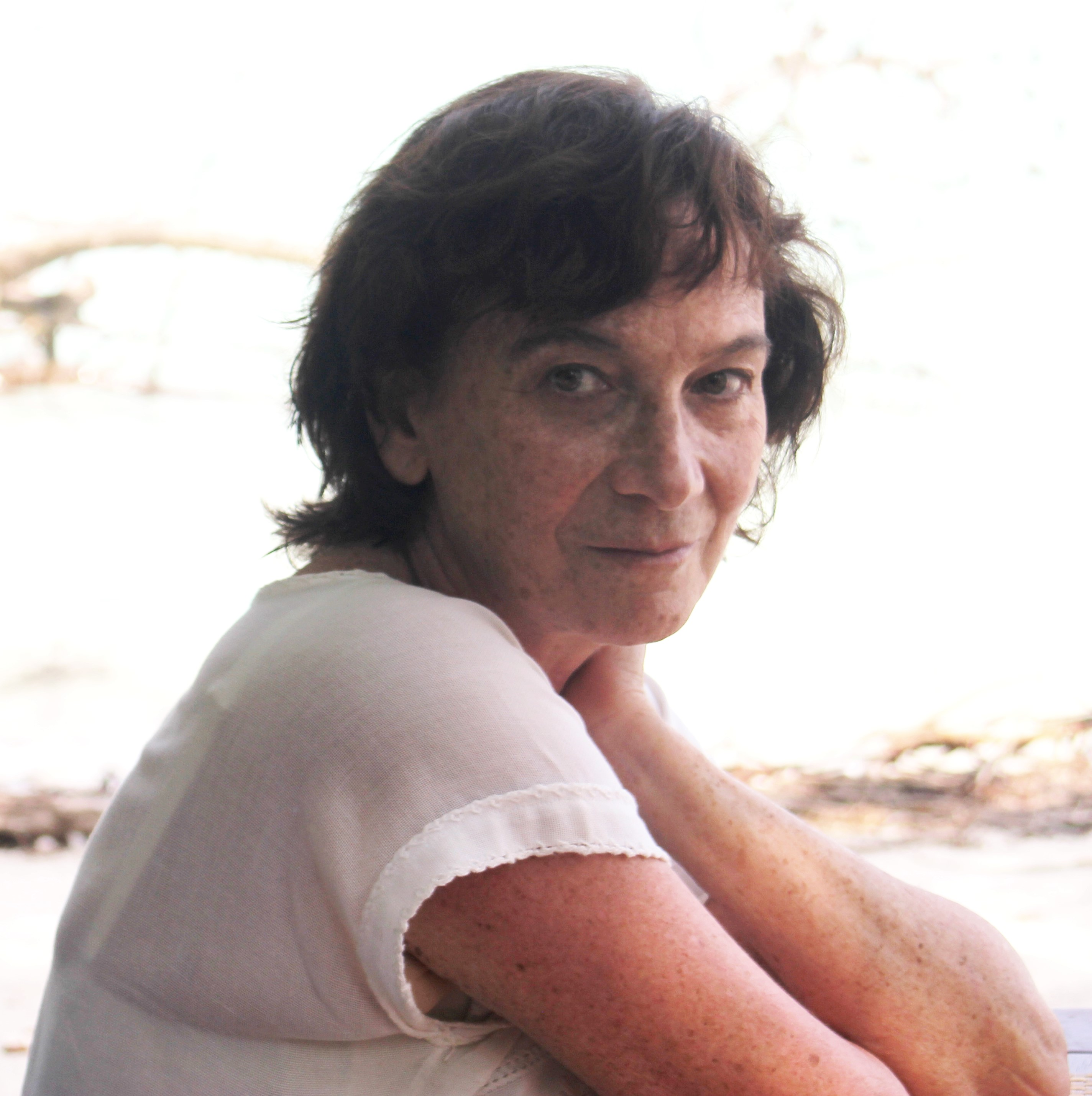
Patricia Ferreira va guanyar la medalla per El alquimista impaciente.

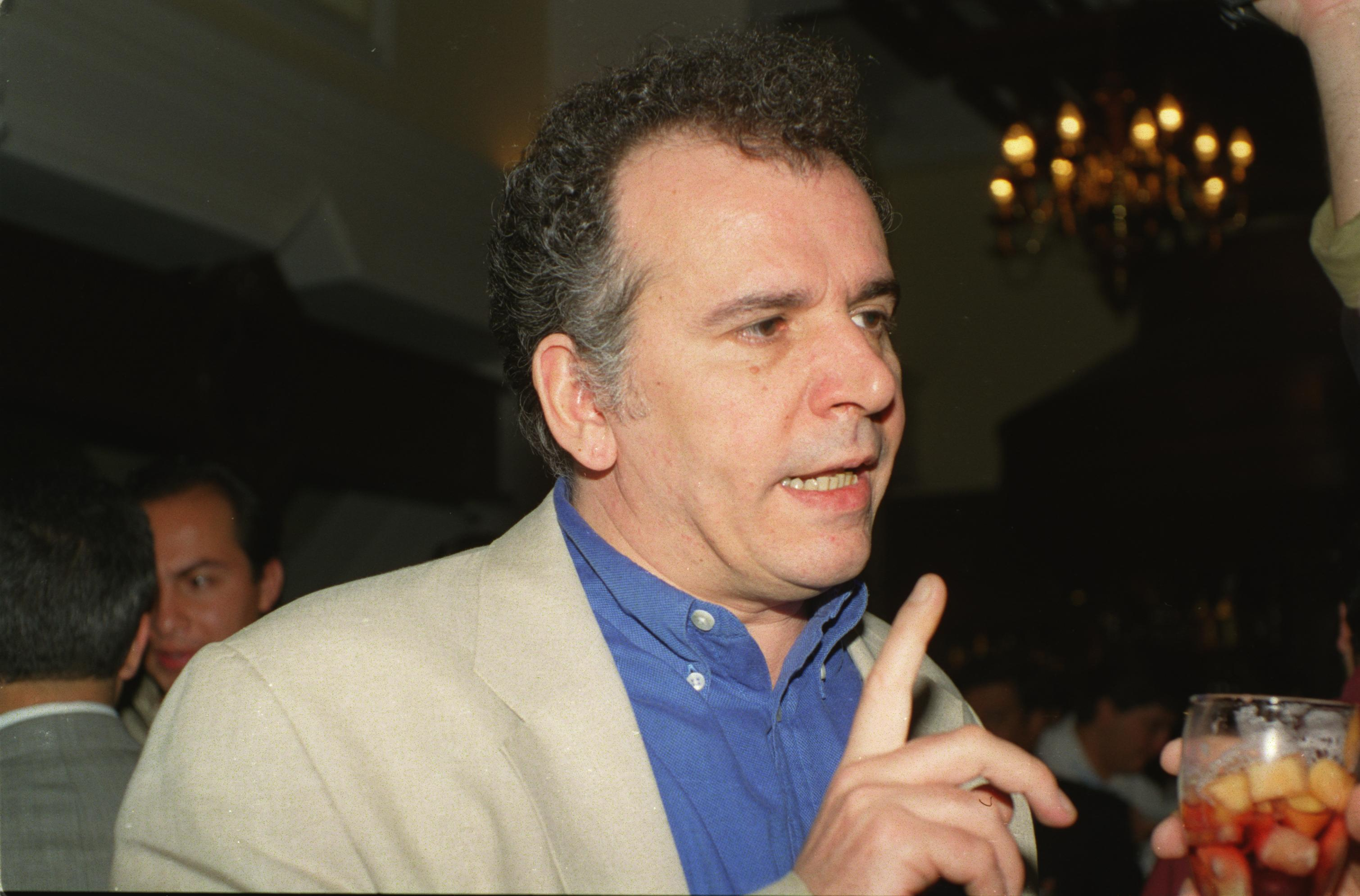
Marcelo Piñeyro, primer argentí en guanyar la medalla.

| Any  | Guanyadors                        | Pel·lícula                 | Finalistes | Notes  |
| ---- | --------------------------------- | -------------------------- | --- | ------ |
| 2000 | Rafael Azcona                     | La lengua de las mariposas | | [ 5 ]  |
| 2001 | Salvador García Ruiz              | El otro barrio             | | [ 6 ]  |
| 2002 | Juan Vicente Córdoba              | Aunque tú no lo sepas      | | [ 7 ]  |
| 2003 | Patricia Ferreira Enrique Jiménez | El alquimista impaciente   | | [ 8 ]  |
| 2004 | Isabel Coixet                     | Mi vida sin mí             | | [ 9 ]  |
| 2005 | José Rivera                       | Diarios de motocicleta     | Margaret Mazzantini i Sergio Castellitto Salvador García Ruiz Jaime Chávarri i Eduardo Mendoza                                   | [ 10 ] |
| 2006 | Mateo Gil Marcelo Piñeyro         | El método                  | Montxo Armendáriz José Luis Garci i Horacio Valcárcel Alejandro Hernández, M. Barroso i Tom Abrams                               | [ 11 ] |
| 2007 | Lluís Arcarazo Martínez           | Salvador                   | Agustín Díaz Yanes Antonio Soler Augusto Cabada, Luis Llosa i Zachary Sklar                                                      | [ 12 ] |
| 2008 | José Luis Garci Horacio Valcárcel | Luz de domingo             | Félix Viscarret Rodrigo Plá i Laura Santullo Tristán Ulloa                                                                       | [ 13 ] |
| 2009 | Ángeles González-Sinde            | Una palabra tuya           | Álex de la Iglesia i Jorge Guerricaechevarría José Luis Garci i Horacio Valcárcel Peter Buchman Rafael Azcona i José Luis Cuerda | [ 14 ] |

## Anys 2010

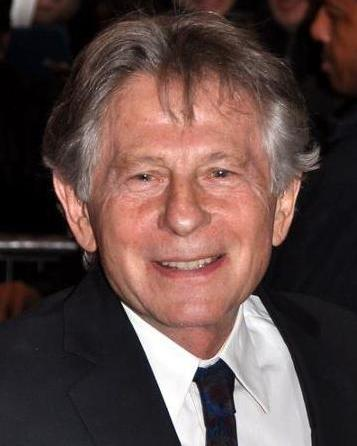
Polanski va ser el primer escriptor no hispà en guanyar el premi.

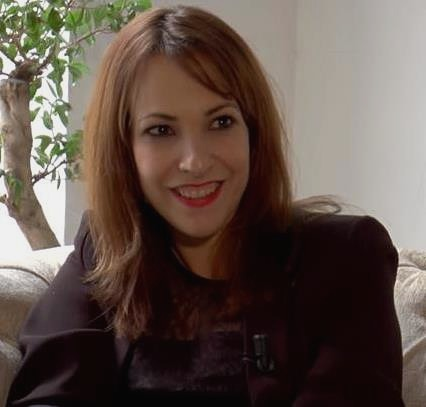
Paula Ortiz Álvarez va rebre la medalla per la lorquiana La novia

| Any  | Guanyadors                                                                      | Pel·lícula                                                                | Finalistes | Notes         |
| ---- | ------------------------------------------------------------------------------- | ------------------------------------------------------------------------- | --- | ------------- |
| 2010 | Eduardo Sacheri Juan José Campanella                                            | El secreto de sus ojos                                                    | Jorge Guerricaechevarría i Daniel Monzón Fernando Trueba, Jonás Trueba i Antonio Skármeta Álvaro Brechner i Gary Piquer                                       | [ 15 ]        |
| 2011 | Gustavo Ron                                                                     | Vivir para siempre                                                        | Agustí Villaronga Emilio Estévez Michel Gaztambide i Rodrigo Rodero                                                                                           | [ 16 ]        |
| 2012 | Roman Polanski Yasmina Reza                                                     | Carnage                                                                   | Benito Zambrano i Ignacio del Moral J.L. García Sánchez, Bernardo Sánchez i D. Trueba Pedro Almodóvar                                                         | [ 17 ]        |
| 2013 | Javier López Barreira Gorka Magallón Ignacio del Moral Jordi Gasull Neil Landau | Las aventuras de Tadeo Jones                                              | Javier Gullón i Jorge Arenillas Nicolás Saad Jorge Guerricaechevarría i Sergio G. Sánchez                                                                     | [ 18 ] [ 19 ] |
| 2014 | Alejandro Hernández Manuel Martín Cuenca                                        | Caníbal                                                                   | Santiago Zannou i Carlos Bardem Alejandro Hernández i Mariano Barroso Francisco Roncal i Jorge A. Lara                                                        | [ 20 ] [ 21 ] |
| 2015 | Anna Soler-Pont J. Fesser, Cristóbal Ruiz i Claro García (ex aequo)             | Rastres de sàndal Mortadelo y Filemón contra Jimmy el Cachondo (ex aequo) | Chema Rodríguez, David Planell i Pablo Burgués Isabel Sánchez i Enrique García                                                                                | [ 22 ] [ 23 ] |
| 2016 | Paula Ortiz Álvarez Javier García Arredondo                                     | La novia                                                                  | Fernando León de Aranoa i Diego Farias Jordi Casanovas i David Ilundáin Fernando Navarro, Pablo Alén i Breixo Corral Sergio G. Sánchez                        | [ 24 ] [ 25 ] |
| 2017 | Alberto Rodríguez Rafael Cobos                                                  | El hombre de las mil caras                                                | Patrick Ness Pedro Almodóvar Gerardo Olivares, Lucía Puenzo i Sallua Sehk                                                                                     | [ 26 ] [ 27 ] |
| 2018 | Isabel Coixet                                                                   | La llibreria                                                              | Manuel Martín Cuenca i Alejandro Hernández Javier Ambrossi i Javier Calvo Guirao Agustí Villaronga i Coral Cruz Jorge Guerricaechevarría i Álex de la Iglesia | [ 28 ] [ 29 ] |
| 2019 | Álvaro Brechner                                                                 | La noche de 12 años                                                       | Paul Laverty Daniel Castro, Marta Suárez i Olatz Arroyo Borja Cobeaga i Diego San José Natxo López i Marta Sofía Martins                                      | [ 30 ] [ 31 ] |

## Anys 2020
| Any  | Guanyadors                             | Pel·lícula                             | Finalistes | Notes         |
| ---- | -------------------------------------- | -------------------------------------- | --- | ------------- |
| 2020 | Eligio R. Montero Salvador Simó        | Buñuel en el laberinto de las tortugas | Pablo Remón, Daniel Remón i Benito Zambrano Javier Gullón Rodrigo Sorogoyen i Isabel Peña                                                      | [ 32 ] [ 33 ] |
| 2021 | Cesc Gay                               | Sentimental                            | Ignasi Vidal i Polo Menárguez Bernabé Rico i Juan Carlos Rubio David Galán Galindo i Fernando Navarro Marta González de Vega i Santiago Segura | [ 34 ] [ 35 ] |
| 2022 | Jorge Guerricaechevarría Daniel Monzón | Les lleis de la frontera               | Benito Zambrano i Cristina Campos Agustí Villaronga Nuria Dunjó i Julia de Paz                                                                 | [ 36 ] [ 37 ] |
| 2023 | Oriol Paulo Guillem Clua Lara Sendim   | Los renglones torcidos de Dios         | Carlota Pereda Isa Campo, Isaki Lacuesta i Fran Araújo David Muñoz i Félix Viscarret                                                           | [ 38 ] [ 39 ] |